# Смилевци
Смилевци (единствено число смилевец/смилевка) са жителите на село Смилево, днес в Северна Македония. Това е списък на най-известните от тях.

## Родени в Смилево
А — Б — В — Г — Д —
Е — Ж — З — И — Й —
К — Л — М — Н — О —
П — Р — С — Т — У —
Ф — Х — Ц — Ч — Ш —
Щ — Ю — Я

### А
- Аврам Дуков Дельов Дарков (1883 – ?), български революционер и виден майстор строител
- Андрей Кочев (1890 – ?), български учител, в 1921 година завършил славаянска филология и литература в Софийския университет[1]
- Андрея Дамянов Шамбев (1865 – след 1943), български революционер
- Атанас Делев (1883 – ?), български революционер
- Атанас Димитров, македоно-одрински опълченец, 28-годишен, 1-ва рота на 10-а прилепска дружина, ранен на 7 ноември 1912 г., носител на кръст „За храброст“ IV степен[2]
- Атанас Фиданов, македоно-одрински опълченец, 21-годишен, ученик във френски колеж, 2-ра рота на 9-а велешка дружина[3]

### В
- Васил Павлев (Павлов), четник на ВМРО[4]
- Васил Кръстев Трошев (1889 – ?), български майстор строител, син на Кръсте Трошев[5]
- Васил Христов, македоно-одрински опълченец, 1-ва рота на 4-та битолска дружина[6]
- Веле Георгиев Трайков, български революционер от ВМОРО[7]
- Веле Делов Боянин, български революционер от ВМОРО[8]
- Веле Димев Галов, български революционер от ВМОРО[9]
- Веле Кръстев Николов, български революционер от ВМОРО[10]
- Веле Талев Христов, български революционер от ВМОРО[11]
- Веле Тръпков Лулев, български революционер от ВМОРО[8]
- Веле Христов Тодоров, български революционер от ВМОРО[7]
- Велян Гурджев (1876 – след 1943), български революционер
- Велян Дамев (1888 – ?), македоно-одрински опълченец, 25-годишен, студент-медик, щаб на 4 битолска дружина, носител на кръст „За храброст“ IV степен,[12] в 1921 година завършва медицина в Софийския университет.[13]
- Велян Илиев (1878 – 1903), български революционер
- Велян (Вилиям) Петров, македоно-одрински опълченец, 26-годишен, нестроева рота на 6 охридска дружина[14]

### Г
- Георги Вълканов Павлов (р. 24 септември 1893 - ?), интербригадист[15]
- Георги Груев, български революционер и общественик
- Георги Дамев Трампев, български революционер от ВМОРО[7]
- Георги Дарков (1858 – ?), български майстор строител със собствена тайфа, баща на Петър и Илия Георгиев Дарков, пръв майстор градител в големия строителен род Даркови[5]
- Георги Кузманов Нузов, български революционер от ВМОРО[10]
- Георги Чуранов (1860 – 1945), български революционер
- Гино Чуранов, български резбар
- Глигор Колев Леков, български революционер от ВМОРО[8]
- Григор Кочов, македоно-одрински опълченец, 27-годишен, четата на Коста Попето, 4-та рота на 10-а прилепска дружина, ранен на 17 юни 1913 г.[16]
- Григор Поппавлов Попов, български строител и войвода на селска чета през Илинденско-Преображенското въстание[17]

### Д
- Даме Груев (1871 – 1906), български революционер
- Дамян Башев (1883 – ?), български юрист, в 1908 година завършил право в Софийския университет[18]
- Дамян Велев, македоно-одрински опълченец, 25-годишен, студент по медицина, щаб на 4 битолска дружина, носител на кръст „За храброст“ IV степен[12]
- Дамян Касапов (1877 – ?), български революционер
- Дамян Колев Стамболджиев, четник в четата на Павле Колев Кръстев по време на Илинденско-Преображенското въстание, баща на Петър Дамянов Колев, стражар от Смилево, застрелян в гръб на 11 октомври 1941 година в град Прилеп пред полицейското управление[19]
- Дамян К. Новев, деец на ВМОРО, македоно-одрински опълченец, щаб на 1 бригада[20]
- Дамян Мисков (1874 – ?), деец на ВМОРО, македоно-одрински опълченец
- Димитър Аврамов (1888 – 1925), български комунист, македоно-одрински опълченец
- Димитър Цветков (? – 1949), български офицер, горянин
- Димитър Стоянов, македоно-одрински опълченец, 28-годишен, 3-та рота на 6-а охридска дружина[21]
- Димитър Кромидаров, деец на ВМОРО
- Димко Аврамов Дарков (1904 – ?), български майстор строител[5]

- Донка Ушлинова (1885 – 1937), българска революционерка и военна деятелка
- Дуко Дельов (1847 – 1919), български резбар

### Е
- Елена Иванова Фиданова Груева, българска революционерка от ВМОРО[9]
- Елена Цветкова (1893 – 1971), българска просветна деятелка, дъщеря на Георги Чуранов

### З
- Захари Трошев (1851 – ?), български майстор строител, строи в Битолско[5]

### И
- Иван Стоянов, македоно-одрински опълченец, 1-ва рота на 4-та битолска дружина[22]
- Илия Георгиев Дарков (1893 – 1978), български революционер от ВМОРО[9] и виден местен строител[5]
- Илия Петров Вълканов, деец на ВМОРО, съратник на Даме Груев и Борис Сарафов, награден с орден „За храброст“, IV ст. през Първата световна война[23]
- Илия Янков (1888 – 1972), български строител[5]

### Й
- Йован Кочанковски (р. 1931), историк от Северна Македония
- Йован Никола Железар, арестуван през септември 1903 година, обвинен в „разбойничество“, осъден на 10 години каторга, заточен в Диарбекир, амнистиран с общата амнистия от 12 април 1904 година[24]

### К
- Коле Стоянов Стамболджиев (1854 – 1906), убит от гръцко-андартска чета в нападението на Смилево на 27 август 1906 година[19]
- Козма Георгиев (1877 - ?), български просветен деец
- Кочо Делов Даскалов, български революционер от ВМОРО[9]
- Кочо Петрев Груйоски, български революционер
- Кочо Стойчев, македоно-одрински опълченец, Сборна партизанска рота на МОО, щаб на 5 одринска дружина[25]
- Кочо Христов Дойчинов, български революционер от ВМОРО[9]
- Кузе Димов, македоно-одрински опълченец, 1-ва рота на 8-а костурска дружина[26]
- Кръсте Трошев (1862 – ?), български майстор строител, строи в Битолско, баща на Васил Трошев[5]

### Н
- Нале Аврамов Дарков (1906 – 1963), български майстор строител[5]
- Нале Дельов, български революционер от ВМОРО, четник на Иван Наумов Алябака[27]
- Нале Павлов Груйов, български революционер от ВМОРО[9]
- Наум Павлев Николов, български революционер от ВМОРО[10]
- Наум Попов, македоно-одрински опълченец, 36-годишен, партизанска рота на Никола Лефтеров, 4-та рота на 10-а пролепска дружина[28]

### П
- Павел Кръстев (1871 – 1941), български революционер
- Павел Танасков, български резбар
- Пандо Д. Даскалов, кмет на Лопатица от 17 март 1943 година до 9 септември 1944 година,[29] председател на Битолската секция на Македонското културно-просветно дружество „Гоце Делчев“ в София към 1974 година[30]
- Пере Жебчев, деец на ВМОРО, четник при Парашкев Цветков, войвода на чета по време на Илинденско-Преображенското въстание, участвала в сраженията край Смилево.[31][32]
- Петре Танас, арестуван през септември 1903 година, обвинен в „присъединяване към комитите“, осъден на 4 години каторга в крепост, заточен в Диарбекир, амнистиран с общата амнистия от 12 април 1904 година[33]
- Петър Дамианов Колев, стражар от Смилево, убит на 11 октомври 1941 година пред полицейското управление в град Прилеп. Датата става национален и официален празник и ден на народното въстание на Северна Македония[19]
- Петър Георгиев Дарков (1880 – ?), български майстор строител, брат на Илия Георгиев Дарков, строил из Вардарска и Егейска Македония[5]
- Петър Гурджев (1882 – 1944), български фармацевт

### С
- Секо Търпев Мерушов, български революционер от ВМОРО[10]
- Симеон Силяновски (р. 1942), северномакедонски художник
- Сотир Божков, македоно-одрински опълченец, щаб на 1 бригада на МОО[34]
- Спиро Колев Кощрев, български революционер от ВМОРО[8]
- Стойче Димев Кожухаров, български революционер от ВМОРО[8]
- Стойче Огненов Кондов, български революционер от ВМОРО[8]
- Стойче Христов Кокалев (1865 – след 1943), български революционер, деец на ВМОРО

### Т
- Тасе Стаматов Байчев, български революционер от ВМОРО[35]
- Тома Милев, македоно-одрински опълченец, 2-ра рота на 11-а сярска дружина[36]
- Тома Павлов (Павлев) – Камбанчето (? – 1931), български революционер от ВМРО
- Томе Груевски (р. 1949), учен от Северна Македония
- Трайче Танев (? – 1904), ресенски селски войвода на ВМОРО

### Ф
- Фанка Танева Търпева, българска революционерка от ВМОРО[7]

### Х
- Христо Андреев – Кафеджията, търговец в София, преселил се в България в началото на ХХ век, председател на Дружеството на млекарите[37]
- Христо Донев, български революционер от ВМОРО[9]
- Христо Стамболджиев (1886 – ?), български революционер от ВМОРО
- Христо Фиданов, македоно-одрински опълченец, 2-ра рота на 11-а сярска дружина, кръст „За храброст“ IV степен[3]
- Христо Янков (1883 - ?), български строител[5]

### Ц
- Цвятко Данов, македоно-одрински опълченец, 2-ра рота на 8-а костурска дружина, убит в боя при Радкова скала на 22 юни 1913 г.[38]

### Я
- Янко Трампев, български майстор строител[5]

## Други
- Данче Чолака, през Илинденско-Преображенското въстание на 12 юли 1903 година с четата си участва в сражението при Смилево[39]